# Solvent (Verviers)
Solvent was een fabriek en is tegenwoordig een textielmuseum, gelegen aan de Rue de Limbourg 145 in het stadsdeel Stembert van de Belgische stad Verviers.

## Geschiedenis
De Rue de Limbourg, een oostelijke uitvalsweg van de Verviers langs de Vesder, was een weg waarlangs tal van fabrieken verrezen. Ook de Société anonyme Solvent belge vestigde zich hier in 1899. De fabriek maakte gebruik van een nieuw procédé, in de Verenigde Staten ontwikkeld, om wol te ontvetten en te wassen, waarbij de bijproducten, zoals wolvet, werden teruggewonnen. In 1975 werd nog een nieuwe firma opgericht, genaamd: Solvent Belge, Société Anonyme De Dégraissage De Laine (NV voor de ontvetting van wol), aan Rue Haute-Crotte 1, welke farmaceutische grondstoffen vervaardigt en verbonden is aan de groep-Simonis. Het moederbedrijf is ondertussen failliet gegaan, omstreeks 2016.

## Museum
In de oude fabriek is de Réserve visitable des machines textiles gevestigd, in beheer bij de musea van Verviers. Tot de zeldzaamste stukken behoren een Mule Jenny en een verzameling kaarden. Deze worden door een groep vrijwilligers in stand gehouden. Los daarvan zijn ook installaties van de Solvent-fabrieken behouden gebleven, daterend van het einde der 19e eeuw. Hiertoe behoren vijf stoommachines, wolwasapparatuur, pompen en dergelijke.